# Liste der Straßen und Plätze in Kleinluga

Lage der Gemarkung Kleinluga in Dresden

Die Liste der Straßen und Plätze in Kleinluga beschreibt das Straßensystem im Dresdner Stadtteil Kleinluga mit den entsprechenden historischen Bezügen. Aufgeführt sind Straßen, die im Gebiet der Gemarkung Kleinluga liegen. Kulturdenkmale in der Gemarkung Kleinluga sind in der Liste der Kulturdenkmale in Kleinluga aufgeführt.
Kleinluga ist Teil des statistischen Stadtteils Lockwitz, der wiederum zum Stadtbezirk Prohlis der sächsischen Landeshauptstadt Dresden gehört. Wichtigste Straße in der Gemarkung ist die Dohnaer Straße, die Staatsstraße 172. Insgesamt gibt es in Kleinluga sieben benannte Straßen und Plätze, die in der folgenden Liste aufgeführt sind.

## Legende
Die nachfolgende Tabelle gibt eine Übersicht über die vorhandenen Straßen und Plätze im Ortsteil sowie einige dazugehörige Informationen. Im Einzelnen sind dies:
- Name/Lage: Aktuelle Bezeichnung der Straße oder des Platzes sowie unter ‚Lage‘ ein Koordinatenlink, über den die Straße oder der Platz auf verschiedenen Kartendiensten angezeigt werden kann. Die Geoposition gibt dabei ungefähr die Mitte der Straße an.
- Länge/Maße in Metern: Die in der Übersicht enthaltenen Längenangaben sind nach mathematischen Regeln auf- oder abgerundete Übersichtswerte, die in Google Earth mit dem dortigen Maßstab ermittelt wurden. Sie dienen eher Vergleichszwecken und werden, sofern amtliche Werte bekannt sind, ausgetauscht und gesondert gekennzeichnet. Bei Plätzen sind die Maße in der Form a × b dargestellt. Der Zusatz ‚im Stadtteil‘ bzw. ‚im Ortsteil‘ gibt an, wie lang die Straße innerhalb des Stadt-/Ortsteils ist, sofern sie durch mehrere Stadt-/Ortsteile verläuft.
- Namensherkunft: Ursprung oder Bezug des Namens.
- Jahr der Benennung: Zeitpunkt, zu dem die Straße ihren heute gültigen Namen erhielt (sofern bekannt).
- Anmerkungen: Weitere Informationen bezüglich anliegender Institutionen, der Geschichte der Straße, historischer Bezeichnungen, Baudenkmalen usw.
- Bild: Foto der Straße.

## Straßenverzeichnis
| Name/Lage            | Länge/Maße | Namensherkunft                                                       | Jahr der Benennung | Anmerkungen | Bild                           |
| -------------------- | ---------- | -------------------------------------------------------------------- | ------------------ | --- | ------------------------------ |
| Alte Landstraße Lage |            | Alter Verlauf der Landstraße von Dresden nach Dohna                  | 1956               | Die Alte Landstraße hieß ab 1936 zunächst Dohnaer Straße. |                                |
| Dohnaer Straße Lage  |            | Dohna, Nachbarstadt                                                  | 1953               | Die Dohnaer Straße ist die Staatsstraße 172. Sie hieß zunächst Lockwitzer Straße, wurde aber infolge der Eingemeindung nach Niedersedlitz 1922 in Dresdner Straße umbenannt. |                                |
| Lugturmstraße Lage   |            | Lugturm, 1880 errichteter Turm auf dem Lugberg südlich von Kleinluga | 1953               | Die Lugturmstraße führt vom Teichplatz nach Wölkau. Sie war zunächst Teil der Wölkauer Straße und hieß nach der Eingemeindung nach Niedersedlitz ab 1922 Bergstraße. |                                |
| Lugturmweg Lage      |            | Lugturm, 1880 errichteter Turm auf dem Lugberg südlich von Kleinluga |                    | Der Lugturmweg hieß früher Leichen- bzw. Kirchweg. |                                |
| Maltenstraße Lage    |            | Maltengraben                                                         |                    | Der Name Maltenstraße war 1924 erstmals im Adressbuch verzeichnet. |                                |
| Steile Straße Lage   |            | Steiler Anstieg                                                      | 1953               | Die Steile Straße verläuft von der Dohnaer Straße zum Teichplatz. Sie war zunächst Teil der Wölkauer Straße, weil sie von der Dohnaer Straße in Richtung Wölkau führt. Nach der Eingemeindung nach Niedersedlitz wurden 1922 der mittlere (Teichplatz) und südliche Teil (Lugturmstraße) der Wölkauer Straße umbenannt, nur der Abschnitt zwischen Dohnaer Straße und Teichplatz hieß bis 1953 weiterhin Wölkauer Straße. |                                |
| Teichplatz Lage      |            | Kleinlugaer Dorfteich                                                | 1953               | Der Teichplatz ist der alte Dorfplatz des als lockerer Rundweiler entstandenen Ortes Kleinluga, war zunächst Teil der Wölkauer Straße und hieß nach der Eingemeindung nach Niedersedlitz ab 1922 Am Teich. Standort einer 1883 gepflanzten Luthereiche. | Luthereiche auf dem Teichplatz |